# 薩摩板敷站
薩摩板敷站（日语：／ Satsuma-itashiki eki */?）是位於日本鹿兒島縣枕崎市，屬於九州旅客鐵道（JR九州）指宿枕崎線的鐵路車站。

## 車站構造
此站為側式月台1面1線的地上車站與無人站，且無法進行列車交會。

## 历史
- 1963年（昭和38年）10月31日：車站啟用。
- 1987年（昭和62年）4月1日：因國鐵分割民營化，本站成為九州旅客鐵道的車站。

## 車站周邊
- 鹿児島縣立鹿兒島水産高等學校
- 番薯田
- 國道226號

## 相鄰車站
九州旅客鐵道
指宿枕崎線
白澤－薩摩板敷－枕崎

## 相關項目
- 日本鐵路車站列表

## 外部連結
- 薩摩板敷車站（页面存档备份，存于）（日語）